# 舞祭組
舞祭组（日语：ブサイク）是日本的一支偶像男子团体，由Kis-My-Ft2中的成员橫尾涉、宮田俊哉、二階堂高嗣和千賀健永组成，为Kis-My-Ft2“衍生组合”。 其所属经纪公司为杰尼斯事务所，所属唱片公司为avex trax。
组合名由其音乐制作人、前SMAP组合队长中居正广所起，而对应的汉字“舞祭组”则是由杰尼斯事务所社长Johnny喜多川所起。

## 组合成员
| 成员姓名    | 假名 | 出生年月      | 出身地点     | 血型 | 身高 |
| ----------- | ---- | ------------- | ------------ | ---- | ---- |
| ▉横尾涉     |      | 1986年5月16日 | 日本神奈川县 | A型  |      |
| ▉宫田俊哉   |      | 1988年9月14日 | 日本神奈川县 | A型  |      |
| ▉二阶堂高嗣 |      | 1990年8月6日  | 日本东京都   | B型  |      |
| ▉千贺健永   |      | 1991年3月23日 | 日本爱知县   | AB型 |      |

∗ 根据杰尼斯事务所官网上其公式站描述。

## 成立经过
在由Kis-My-Ft2主持的富士电视台综艺节目《Kis-My-BASAIKU!?》节目里，作为嘉宾登场的中居正广指出，Kis-My-Ft2组合中位于前排的北山宏光、藤ヶ谷太輔和玉森裕太要比后列的橫尾涉、宮田俊哉、二階堂高嗣和千賀健永更受关注。 因而由中居提议将后列四人单独组成一个组合，并且由他出任音乐制作人并提供歌曲。
在2013年11月11日播出的《Kis-My-BASAIKU!?》中，“舞祭组”正式宣布结成，并公布将在同年12月13日发行出道单曲《意外之财》。 在同天播出并由中居正广主持的TBS电视台音乐节目《Sound Room》上，舞祭组正式亮相电视节目。 中居正广除了负责出道曲的制作之外， 还负责他们出道单曲的音乐录影带的策划和监制。 同年11月15日，在Kis-My-Ft2东京巨蛋演唱会上，舞祭组出道单曲《意外之财》首次披露。 12月10日，舞祭组出道纪念活动在大阪举行。

## 组合历史

### 2013年
- 12月13日，首张单曲《意外之财》发行，舞祭组正式出道。

### 2014年
- 4月21日，成为音乐节目《UTAGE!（日语：UTAGE!）》的常驻嘉宾。

- 7月27日，第二张单曲《害羞回避我～谁的屁股～》发行。

- 10月18日，全员出演的电视剧《平成舞祭組男》正式播出。

### 2015年
- 3月8日，第三张单曲《我已经做了！！》发行。

### 2016年
- 12月13日，宣布第四张单曲《路标》将于次年1月4日发行。主打歌《路标》是第一首由组合成员作词作曲的歌曲，风格为民谣，歌曲的含义表示向对自己很重要的人表示“爱”和“感恩”。

### 2017年
- 1月4日，第四张单曲《路标》正式发行。

- 1月5日－8日，舞祭组为期四天的“舞祭组新春活动～日本全国路标之旅～”主题击掌会及公开收录活动开始。（1月5日，福冈、冲绳；1月6日，冈山、大阪、爱知；1月7日，宫城、北海道；1月8日，东京。）

- 1月10日，《路标》拿下公信榜第一，为舞祭组第一次获得此排名。

## 组合作品

### 單曲名稱
| 單曲名稱                                                                     | 發行日期       | 排名 | 备注   |
| ---------------------------------------------------------------------------- | -------------- | ---- | ------ |
| 意外之財 (棚からぼたもち)                                                    | 2013年12月13日 | 2位  |        |
| 踢踢踢~誰的屁股~(てぃーてぃーてぃーてれって てれてぃてぃてぃ 〜だれのケツ〜) | 2014年7月27日  | 2位  | [ 11 ] |
| 搞砸了！！(やっちゃった!!)                                                   | 2015年3月8日   | 3位  |        |
| 路標 (道しるべ)                                                              | 2017年1月4日   | 1位  | [ 12 ] |

### 專輯
| 專輯名稱                      | 發行日期       | 排名 | 備註 |
| ----------------------------- | -------------- | ---- | ---- |
| 舞祭組的WA! (舞祭組の、わっ!) | 2017年12月13日 | 1位  |      |

## 演出經歷

### 电视剧
- 平成舞祭組男（2014年10月18日－2015年1月4日，日本电视台）[13]
- ○○人的末路 （日語:○○な人の末路) (2018年4月23日 日本台（NTV) )

### 舞台剧
- 〇〇な人の末路〜僕たちの選んだ✕✕な選択〜」（2020年2月9日-3月15日、東京環球劇場）

### 音乐节目
- UTAGE!（日语：UTAGE!）（2014年4月21日－2015年9月28日，TBS电视台）[11]

- Momm!!（2015年10月26日－迄今，TBS电视台）

### 广告
- 朝日饮料  “登场”篇、“展开”篇（2014年）

- 兴和（日语：興和） 甘蓝系列胃药 “前与后”篇（2014年12月－迄今）[14]